# Kenye-Kenye Jamango
Kenye-Kenye Jamango is een moskee in de West-Afrikaanse staat Gambia.
De naam van de moskee komt uit de taal Mandinka en betekent vrij vertaald: zandduinmoskee of moskeeaarde. De moskee ligt ongeveer drie kilometer ten zuidoosten van Gunjur, direct aan het strand van de Atlantische Oceaan, op een kustduin van ongeveer twaalf meter hoog.
De moskee heeft een eenvoudige, nogal geïmproviseerde constructie gemaakt van palmbladeren. Vanaf het duin heb je uitzicht op het strand en het vissersdorpje een kilometer noordelijker. De moskee is de plaats waar Omar Saidou Tall (de leider van de vrijheidsstrijders in West-Afrika) tijdens zijn jihad eind jaren '30 van de 19e eeuw had verbleven.